# Nová Ves u Litomyšle
Nová Ves u Litomyšle (německy Neudorf bei Leitomischl) je malá vesnice, část města Litomyšl v okrese Svitavy. Nachází se asi 4,5 km na jih od Litomyšle. Prochází zde silnice II/360. V roce 2009 zde bylo evidováno 47 adres. V roce 2001 zde trvale žilo 124 obyvatel.. Vesnice se nachází v nadmořské výšce okolo 400 metrů.
Nová Ves u Litomyšle je také název katastrálního území o rozloze 2,89 km2.

## Historie
- 1785 – založen dvůr, původně ovčín. Dvůr byl nazván jménem zakladatele hraběte Waldsteina Waldstein.
- 1786 – založena obec a vznikla přeložením litrbašského dvora. Roku 1790 měla 20 domků.
- 1813 – postavena kaplička
- 1829 až 1835 – byl vystavěn panský dvůr. Dvůr byl nazván jménem zakladatele hraběte Waldsteina Waldstein.
- 1837 – obec měla již 27 domků a 208 českých obyvatel. Měla hostinec, dvůr a ovčín.
- 1909 – otevření školy, dnes č.p. 33. Dočasně uzavřena roku 1946, a nakonec úplně uzavřena.
- 1910 – 193 obyvatel
- 1912 – vyvrtaná studna
- 1918 – starý zvon použit na válečné účely
- 1919 – zasazena lípa svobody
- 1920 – skáceny kaštany, nasázeny lípy, oprava prahu a průčelí kapličky
- 1921 – 167 obyvatel
- 7. 9. 1921 – zavěšen zvon v místní kapličce
- 1923 – vyštěrkována ulice
- 29. 6. 1928 – založen Sbor dobrovolných hasičů
- 1928 – oprava kapličky
- 1935 – elektrifikace obce
- 1949 – zřízen obecní rozhlas
- 1951 – 130 obyvatel
- 1952 – založení JZD
- 1958 až 1968 – asfaltová silnice
- 1963 až 1964 – dokončena výstavba vodovodu napájeného z vlastního vrtu. Dnes připojen na vodovod Čistá-Polička z vrtu u Čisté.
- 1984 – přestavba hasičské zbrojnice
- 1999 – plynofikace obce
- 2000 – oprava elektrického vedení, nové osvětlení
- 2006 – otevření hasičské zbrojnice po rekonstrukci
- 1. 1. 2007 – obec čítá 110 obyvatel z toho 56 mužů a 54 žen, věkový průměr 37,86 let
- 2012 – oprava kapličky k dvoustému výročí založení v roce 2013

## Další fotografie

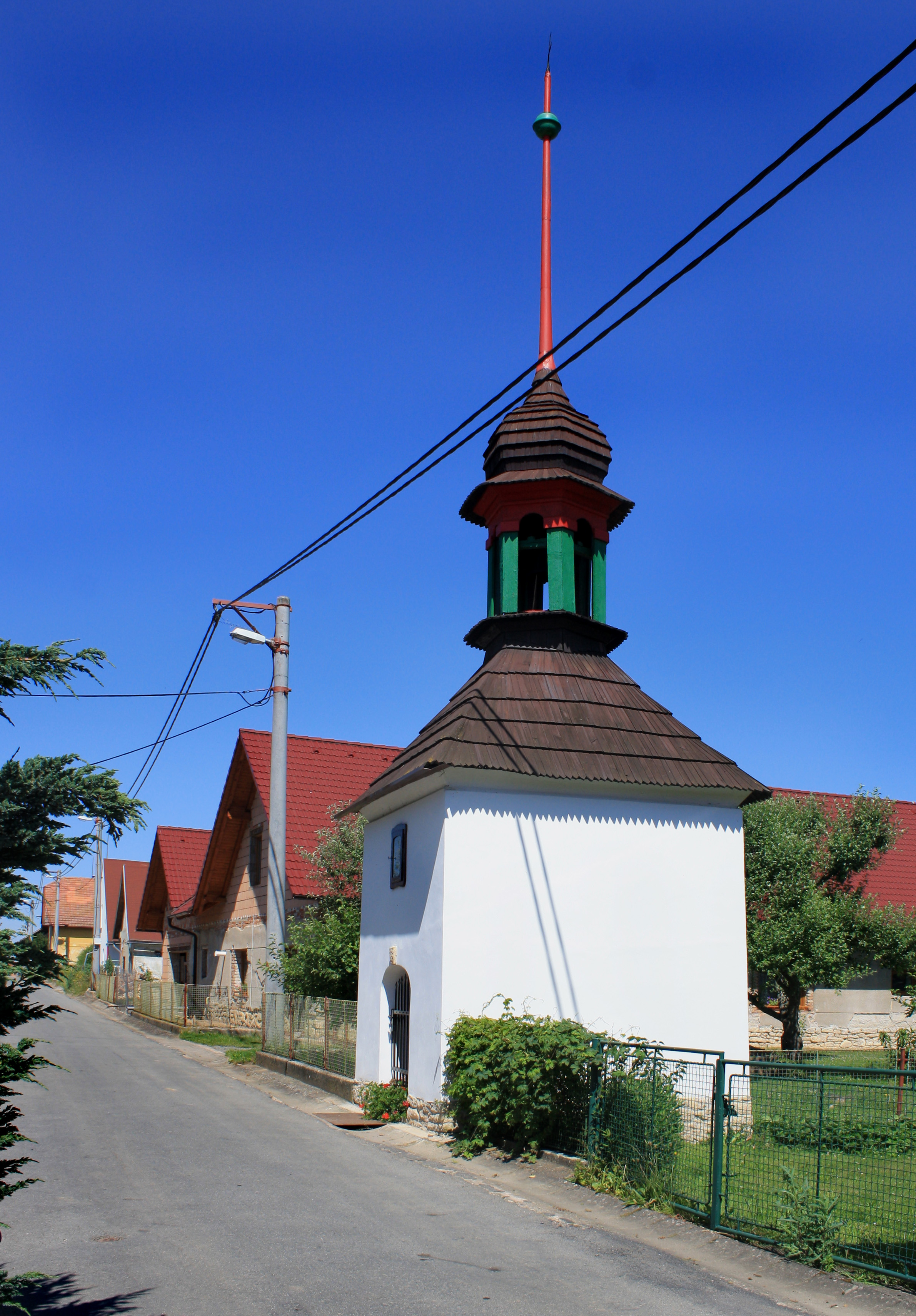
Kaplička ve východní části
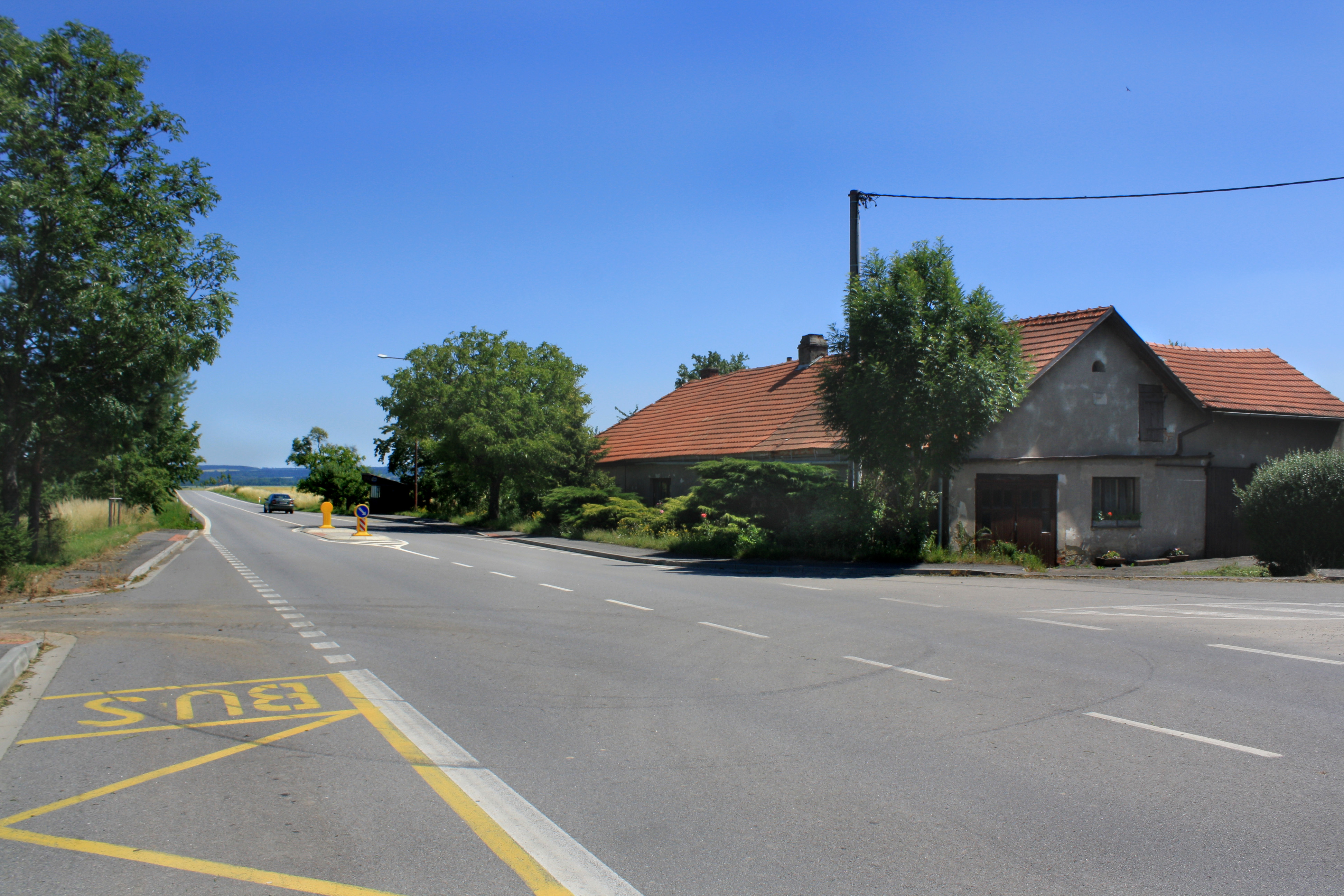
Silnice II/360 procházející okrajem vesnice
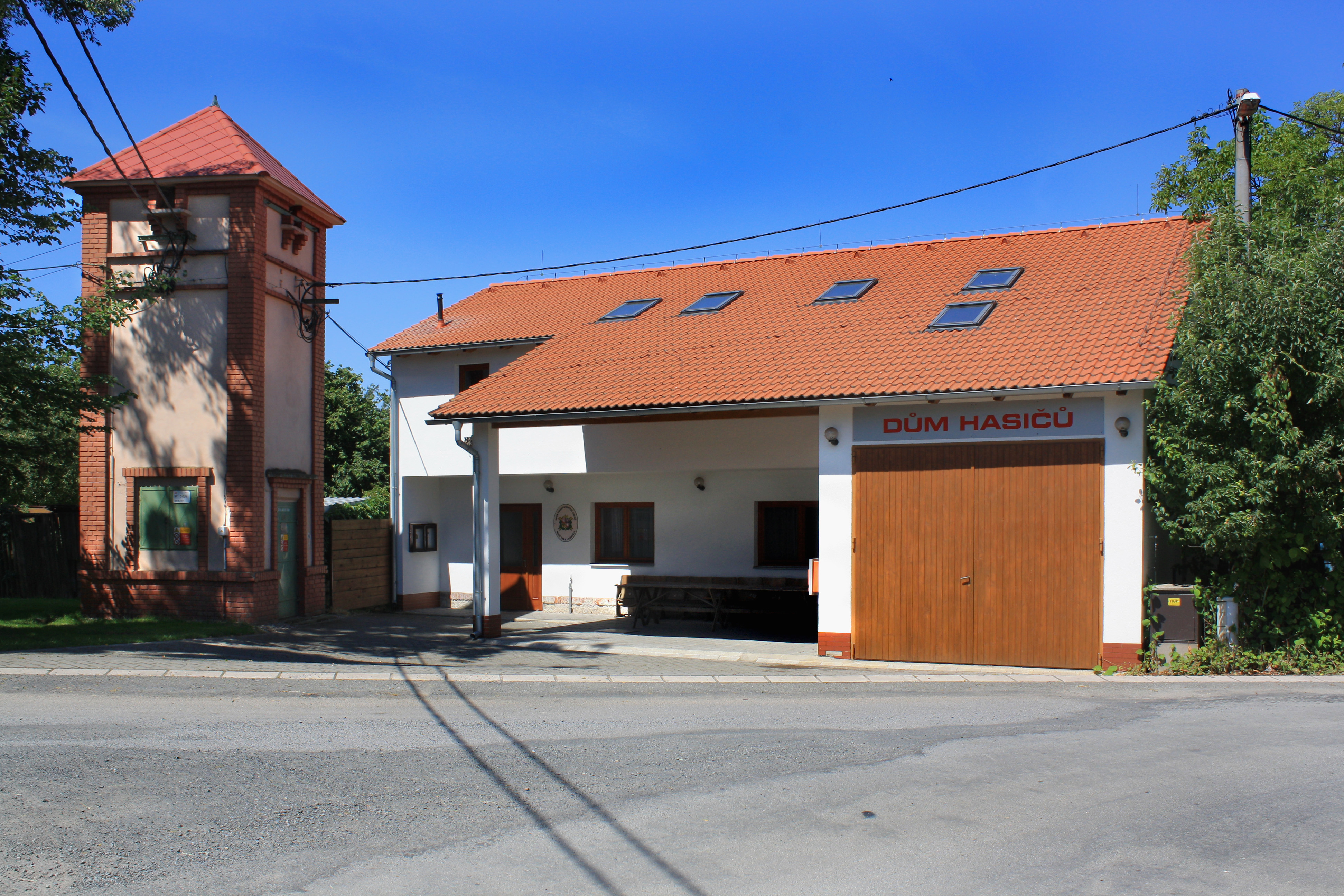
Hasičská zbrojnice